# رضاییه (بافق)
رضاییه یک روستا در ایران است که در دهستان مبارکه شهرستان بافق واقع شده‌است.